# 异星工厂
《异星工厂》是由位于捷克的工作室Wube Software所开发和发行的的一款建造與經營模擬遊戲游戏。该游戏于2013年通过Indiegogo众筹活动宣布制作，经过4年时间的抢先体验后，于2020年8月14日正式推出Microsoft Windows、macOS、Linux版本，任天堂Switch版本则于2022年10月28日推出。
游戏讲述玩家作为一名工程师坠毁在一个星球上，必须通过收集资源并创建自动化工业来制造火箭的故事；然而，由于本游戏也是一款沙盒游戏，玩家可以在故事情节结束后继续游戏。游戏支持单人或多人模式，同时提供八个额外的游戏场景副本。
2024年10月21日，推出一个大型付费扩展包《Space Age》，在原有游戏最终目标——发射火箭的基础上，新增4个可探索的新星球。

## 游戏系统

一个已具规模的游戏场景截图，已包括大部分游戏元素，另外包括了游戏非原生的模组。

异星工厂是一款同时带有实时战略和生存元素的专注于资源收集的建造與經營模擬遊戲。玩家通过寻找和收集资源来制作各种工具和设备，从而制造更先进的材料，发展更复杂的技术和机器。 随着玩家继续构建和管理他们的自动化工厂式系统，游戏会不断推进，通过这些自动化系统，可以自动完成从资源开采、运输、到最后加工和组装成品。异星工厂的游戏进程推进模式鼓励玩家创建更大规模的自动化生产工厂来扩大生产规模。玩家通过研究技术，解锁新的设备、物品和科技升级，从基本的自动化技术开始，最终发展到石油工业、机器人、动力外骨骼技术等。
游戏具有蓝图系统，允许玩家为工厂区块创建可重复使用的蓝图，通过蓝图可以作为复用基础，来构建工厂系统的一个功能区块乃至整个系统。
发射火箭是游戏的正式“胜利”条件，建造火箭需要大量资源，这促使玩家建立一个规模庞大、高效的工厂系统来实现这个目标。在完成发射火箭后，玩家仍可以继续游戏来建设工厂系统。

### 战斗
工厂系统的设备所产生的污染也会吸引星球的原著生物攻击，玩家需要保护自己和工厂免受这些原著生物的攻击，玩家可以利用防御炮塔、坦克及其他武器来消灭它们，阻止它们更多地出现。但随着工厂系统排放的污染量增加，这些敌对生物会变得越来越具有敌意，玩家需要考虑在生产规模和敌对生物的攻击性之间作出平衡考虑。随着游戏的推进，这些敌对生物会持续增强，会变得越难应付。
玩家也可以在游戏开始时设置难度为“和平”，这些敌对生物仍会生成，但只有它们被攻击时才会反击玩家和工厂的设备。

### 多人模式
本游戏支持多人模式，允许玩家通过本地局域网或者互联网合作进行游戏或对战。游戏支持专用独立服务器模式和玩家临时托管服务器模式。最初，游戏的参与者使用点对点连接来交换游戏数据，后来随着更健全的通信机制出现，该机制被删除了。 保存的游戏世界存档文件可以在单人或多人游戏中无缝加载。默认情况下，服务器上的所有玩家共享科技，除非服务器启用了多队伍模式，存在友军伤害，玩家可以通过公共蓝图库与服务器上的其他玩家共享建造蓝图。

### 模组
游戏被设计成能通过模组进行定制，从而创造新的游戏内容，包括修改游戏玩法或者改变游戏视觉要素。官方提供了一个门户网站，用于给模组制作者托管这些模组，并且游戏内附带相应的模组管理器，方便玩家快速下载模组。模组通过Lua语言编写。模组的功能范围很广，涵盖了从小型模组——例如Squeak Through，允许玩家在建筑之间行走；到大型模组——例如Industrial Revolution 3，它完全重写了大部分游戏玩法。

### 太空时代扩展包
《太空时代（Space Age）》扩展包扩展了游戏原本的基础玩法，包括新的四个星球（地图）和星际旅行机制，并且提供了新的游戏最终目标。每个星球有着不同的环境、主要游戏元素和新的资源获得方法。 扩展包鼓励用户大幅扩大工厂的生产规模，并借助新设备实现星际物流自动化。
本扩展包还提供一个名为“名人堂星系（Galaxy of Fame）”的在线星图（排行榜），完成目标的玩家可以上载游戏数据，将自己的名字登录其中，其他用户可以查看他们上载的游戏中建设基地快照和游戏统计数据。

## 开发及发行
本游戏最早在2012年中旬由来自捷克布拉格的开发团队开发的，最初只有一人，后来人员规模不断扩展，主要开发人员和于2014年9月创立了开发公司Wube Software来运营。为了支持游戏开发的经费，他们于2013年1月31日至2013年3月3日在Indiegogo发起了一个筹款计划，筹款者可以从中获得游戏alpha版测试，在游戏道具中冠名，与开发者们见面，参加开发会议以确定游戏开发方向等，筹款目标为17000欧元，最终筹得21626欧元。众筹成功后，开发商出售游戏的抢先体验版以募集更多资金。开发商认为2014年4月的游戏预告片是这些销售的重要推动力。截至2024年2月，团队成员有31人。
游戏首席设计师Kovarex承认游戏有从Minecraft的模组（IndustrialCraft和BuildCraft）中获得开发灵感。
完整的正式版原预计于2015年内发布。之后推迟至2016年夏季，2016年2月25日，抢先体验版正式在Steam发售，但自开发以来相关测试版本均可在官网上下载。2020年8月14日，正式版发行，不再提供抢先体验版。原本计划是2020年9月26日发布，但避免与赛博朋克2077发行时间冲突而提前了一个月。
Nintendo Switch移植版于2022年10月28日发布，该移植版不包含模组功能和太空时代扩展包。

### Factorio 2.0 与 太空时代扩展包
2021年2月，开发团队宣布正在开发一个新的扩展包。 2023年8月公布了扩展包的名字“太空时代”和其内容主题。它被设计成与基础游戏规模一样庞大，将游戏玩法扩展到星际舞台上。扩展包于2024年10月21日发布，包括了三个主要的扩展更新：“太空时代”——增加了4个星球的游戏地图；“品质（Quality）”—— 一种新的游戏机制；“高架铁轨（Elevated Rails）”——为游戏中的铁路增加高度变化。后两个扩展更新可以在不启用“太空时代”模组的情况在基础游戏中使用。
与此扩展包同时发布的还有“2.0”更新，对基础游戏进行重大修饰，包括游戏体验改善和外观优化，部分游戏玩法变化。该扩展包发布第一周就售出了40多万份。

### G2A审计事件
游戏密钥再售商G2A被指控其网站出售被盗密钥，这会影响游戏开发者，尤其是独立游戏开发者的生存。2019年7月5日，G2A提出，如果可以通过审计证明存在这问题，将向游戏开发者支付被盗游戏密钥价值10倍的赔偿。Wube Software是唯一对此提出质疑的开发者，其表示“G2A比盗版更糟糕”，并通过电子邮件发送了一份因退款而被取消的321个在Steam上分发的被盗密钥。十个多月后，G2A确认其中198个已经在其平台出售，并向Wube Software支付了39600美元，作为兑现承诺的一部分。由于调查敏感性，这次审计只在内部处理。

## 评价
| 汇总媒体   | 得分   |
| ---------- | ------ |
| Metacritic | 90/100 |

| 媒体          | 得分   |
| ------------- | ------ |
| IGN           | 8/10   |
| Nintendo Life | [ 52 ] |
| PC Gamer美国  | 91/100 |

异星工厂在早期版本时就已经获得评论家的正面评价。在2018年的Steam大奖中，异星工厂被Steam玩家评为“最佳机械游戏”类别的第二名。2020年正式发布后，仍然得到好评。PC Gamer的里克·莱恩 （Rick Lane）称赞了异星工厂，称其为“制造业的杰作”。Paste的尼古拉斯·佩雷斯（Nicolas Perez）称赞了该游戏对抢先体验的使用，并表示“异星工厂为抢先体验系统的真正能力树立了榜样。”它被IndieGameReviewer.com评为年度最佳独立游戏，此前它还被评为2013年最受期待的游戏之一。2021年，Rock Paper Shotgun将异星工厂评为PC上第7佳管理游戏。《金融时报》指出，尽管游戏图形简单，但该游戏因其令人上瘾的性质，而获得“Cracktorio”的绰号；Shopify联合创始人允许他的员工购买异星工厂的花费作为业务费用报销。
2020年初，该游戏已经售出200万份，到2021年初，开发者称已经售出超过250万份， 到2022年2月六周年纪念日时，游戏销量刚刚超过310万份。

## 其他影响
Neobuthus factorio是一种产于索马里兰的鉗蠍科蝎子，它的名字取自于本游戏，由最早描述该物种的研究人员之一命名，他也是游戏首席设计师的父亲。
Coffee Stain工作室制作的工厂建设游戏《幸福工厂》常被拿来与异星工厂对比，并将其描述为本游戏的第一人称3D版本。类似的，因为游戏模式相近，《戴森球计划》也被提及与本游戏对比。